# Ludovic Obraniak
Ludovic Iosif Obraniak (pronunție în poloneză [luˈdɔvʲik ɔˈbraɲak]; născut la 10 octombrie 1984) este un fotbalist polonez care joacă pentru clubul AJ Auxerre din Ligue 2 și echipa națională de fotbal a Poloniei pe postul de mijlocaș ofensiv.

## Cariera de fotbalist

### FC Metz
Obraniak și-a început cariera de fotbalist la formația locală FC Metz, unde a fost rapid promovat la seniori de antrenorul de atunci, Jean Fernandez. Își face debutul în sezonul 2003-04 într-un meci pierdut cu scorul de 0-2 cu Bordeaux, intrând pe finalul meciului și purtând tricoul cu numărul 13. În următorii doi ani, Metz a jucat slab, clasându-se pe locul 16 în sezonul 2004-05 și pe ultimul loc în sezonul 2005-06, astfel retrogradând. 
Cu Metz în Ligue 2, mai multe cluburi din Ligue 1 au fost interesate de Obraniak. El a mai jucat o jumătate de sezon în Ligue 2 la Metz, marcând două goluri în 20 de meciuri. După săptămâni de negocieri, Metz a ajuns în cele din urmă la un acord pe 23 ianuarie 2007, cu Lille OSC. Metz a primit 1,2 milioane de euro, dar și pe atacantul elvețian Daniel Gygax.

### Lille OSC
Obraniak a semnat un contract pe patru ani până în 2010. Și-a făcut debutul cu Lille patru zile mai târziu, intrând ca rezervă într-un meci împotriva Bordeaux. El a jucat în toate meciurile rămase din acel sezon, de obicei ca rezervă. A jucat pentru Lille în Liga Campionilor cu Manchester United.

### Bordeaux
În 12 ianuarie 2012, Obraniak a semnat un contract pe trei ani și jumătate Bordeaux. În februarie, el a marcat două goluri într-un meci câștigat cu scorul de 5-4 în deplasare împotriva fostului său club, Lille, marcând golul victoriei în prelungiri.

### Werder Bremen
În ianuarie 2014, Obraniak a părăsit Franța pentru prima dată în carieră și s-a transferat la clubul Werder Bremen din Bundesliga clubului. El a semnat pentru doi ani și jumătate, până în vara anului 2016, cu Werder plătind 2 milioane de euro pentru transferul său. Înainte de a lua decizia de a semna cu Werder, s-a consultat cu Johan Micoud care a jucat la Bremen în anii 2000. A fost titular opt meciuri dar a devenit rezervă sub Robin Dutt. În octombrie 2014 acesta a fost concediat, fiind înlocuit de antrenoril Viktor Skrypnyk, care nu l-a folosit.

### Çaykur Rizespor
În ianuarie 2015, el a fost împrumutat la clubul Çaykur Rizespor din Super Lig pentru restul sezonului. Bremen le-a acordat, de asemenea, prima opțiune pentru transfer în vara anului 2015. El și-a făcut debutul în campionat împotriva lui Galatasaray pe 25 ianuarie 2015.

### Maccabi Haifa
Pe 27 august 2015 a semnat cu Maccabi Haifa. După trecerea test medical, el a semnat un contract pe 2 ani în valoare de 400.000 de euro pe an. Pe 12 septembrie, Obraniak și-a făcut debutul împotriva Bnei Sakhnin FC.

## Carieră internațională
Pentru a juca pentru naționala Poloniei, Obraniak a aplicat pentru cetățenie, pe care a primit-o cu ușurință pe 5 iunie 2009 dat fiind faptul că bunicul său era polonez.
Pe 23 iulie 2009 a debutat la naționala antrenată de Leo Beenhakker într-un amical împotriva Greciei, în care Obraniak a marcat două goluri.
El a jucat în toate cele trei jocuri pentru Polonia de la Euro 2012. El i-a dat o pasă de gol lui Jakub Błaszczykowski în meciul împotriva Rusiei care s-a terminat la egalitate, scor 1-1.

## Viața personală
Are o fiică care s-a născut la 1 iunie 2011.

## Legături externe
- Profil L'Equipe Arhivat în 24 iunie 2011, la Wayback Machine.
- Profil[nefuncțională]
  pe site-ul echipei naționale
- Ludovic Obraniak la 90minut.pl pl
- Profilul lui Ludovic Obraniak pe Soccerway